# مجموعة صبان كابيتال
مجموعة صبان كابيتال (بالإنجليزية: Saban Capital Group)‏ هي شركة استثمار أمريكية مقرها في لوس أنجلوس، كاليفورنيا وتركز على وسائل الإعلام والترفيه والإتصالات، تم تأسيسها في عام 2010 من قبل حاييم صبان، والتي تمتلك شركة صبان فيلمز (SF) التي تركز على إنتاج الأفلام والمسلسلات.

## روابط خارجية
- العلامة التجارية